# Afromevesia politana
Afromevesia politana är en stekelart som först beskrevs av Morley 1919.  Afromevesia politana ingår i släktet Afromevesia och familjen brokparasitsteklar. Inga underarter finns listade i Catalogue of Life.